# مرجفارع
مرجفارع یا مریجفارع (مِ جِ رَ) فرعونی در دودمان چهاردهم مصر بود. معنای نام او «رع مقررات را دوست دارد» است. نام او در فهرست پادشاهان تورین آمده است.
او برای سه سال در شهر اواریس فرمانروایی می‌کرد. او به همراه نهه‌سی تنها شاهان دودمان چهاردهم هستند که بقایای باستان‌شناسی از آن‌ها به جای مانده. باستان‌شناس دانمارکی کیم ریهولت بر این باور است که او در سال ۱۶۹۹ پیش از میلاد به تخت رسید.